# Colin Blunstone

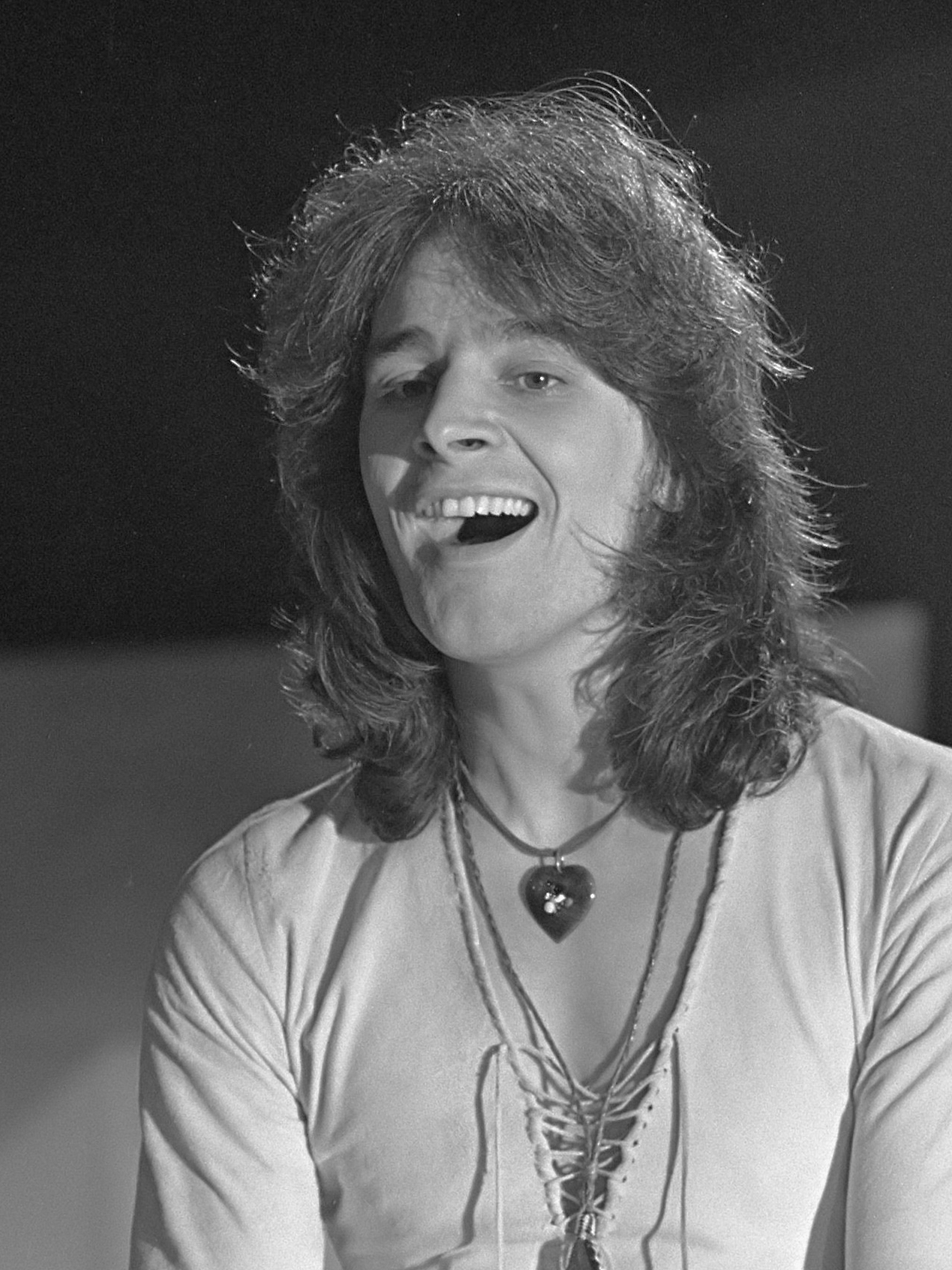
Colin Blunstone (1973)

Colin Blunstone (Hatfield (Hertfordshire), 24 juni 1945) is een Brits zanger.

## Muzikale loopbaan
In 1964 vormde Blunstone samen met toetsenist Rod Argent, gitarist Paul Atkinson, bassist Chris White en drummer Hugh Grundy de band The Zombies. De bekendste hits waren She's Not There, Tell Her No en Time of the Season.
Na het uiteenvallen van de band in 1968 begon Blunstone aan zijn solocarrière. Onder het pseudoniem Neil McArthur nam hij nogmaals de Zombies-hit She's not there op, met als B-kant World of Glass. Andere onder deze naam opgenomen nummers waren: Don't Try to Explain, Without Her, It's not Easy en Never My Love. Hij maakte een aantal soloalbums: One Year (1971) met daarop de hit Caroline Goodbye (over zijn verbroken relatie met fotomodel en actrice Caroline Munro) en Say you don't mind . Zijn tweede album Ennismore (1972) leverde drie hits op: I Want Some More, Andorra en I Don't Believe in Miracles. Ook twee nummers van zijn volgende album, Journey, uit 1974, werden hits: Wonderful en Weak For You. Zijn volgende albums, Planes (1977), Never Even Thought (1978) en Late Nights in Soho (1979) haalden slechts een bescheiden verkoop en leverden geen hits op.
Op het album Tarot Suite (1979) van Mike Batt zong Blunstone het nummer Losing Your Way in the Rain. In 1980 nam hij met Dave Stewart de hit What becomes of the brokenhearted op. Er volgden twee solo-singles: Tracks of my Tears (1982) en Touch (1983). Blunstone werkte als zanger bij The Alan Parsons Project mee aan de albums Pyramid (1978), Eye in the Sky (1982), Ammonia Avenue (1984), Vulture Culture (1985) en Gaudi (1987). De door hem gezongen hit Old and Wise is afkomstig van Eye in the Sky. In 1984 nam hij met Peter Bardens, Ian Bairnson, David Paton en Stuart Elliott het door Alan Parsons geproduceerde album Keats op. Ook werkte hij in 1989 mee aan het album No Way Back van de Nederlandse zangeres Nadieh.
In 1990 kwamen de oorspronkelijke Zombies-leden Blunstone, White en Grundy weer samen, om met versterking van Sebastian Santa Maria de cd The Return of the Zombies op te nemen. In 1991 nam Blunstone al zijn oude hits opnieuw op: Colin Blunstone sings his Greatest Hits. Op dit album staan ook een paar nieuwe nummers. In 1995 volgden een solo-studioalbum Echo Bridge en een live-album van BBC-opnamen Live at the BBC. In 1998 verscheen een studio-cd The Light Inside.
In 2000 besloten Colin Blunstone en Rod Argent weer samen te werken. In 2001 verscheen het album Out of the Shadows. De twee gingen ook weer toeren, met voormalig Kinks-bassist Jim Rodford en diens zoon drummer Steve Rodford die ook al op het album meewerkten, en gitarist Keith Airey. In 2004 verscheen het album As far as I can see in dezelfde bezetting, maar onder de naam The Zombies featuring Colin Blunstone and Rod Argent. In 2009 kwam het soloalbum The ghost of you and me uit, waarna Blunstone voor het eerst sinds de jaren 70 als soloartiest op tournee ging. Hierbij werd ook Nederland aangedaan. In 2012 verscheen het soloalbum "On the Air".
Blunstone blijft regelmatig toeren, zowel onder zijn eigen naam, als onder de groepsnaam The Zombies met Rod Argent. In 2014 behaalde zijn album Collected de 17de plaats in de Nederlandse hitlijsten.

## Discografie

### Albums
- One year (1971)
- Ennismore (1972) (met de hits I Want Some More, Andorra, I Don't Believe in Miracles)
- Journey (1974) (met de hit Wonderful)
- Planes (1976)
- Never even thought (1978)
- Late nights in Soho (1979)
- Sings his greatest hits (1991)
- Echo Bridge (1995)
- Colin Blunstone on air/Live at the BBC (1997, dan wel 1995)
- The light inside (1998)
- Out of the shadows (met Rod Argent) (2002)
- As far as I can see (met Rod Argent as The Zombies) (2004)
- Live at the Bloomsbury Theatre, London (met Rod Argent as The Zombies) (2005)
- Odessey and oracle 40th anniversary concert (Original Zombies members reunion)  (2008)
- The Ghost of You and Me (2009)
- On the Air Tonight (2012)
- Collected (2014)
- Still got that hunger (with Rod Argent as The Zombies) (2015)

### Radio 2 Top 2000
| Nummers met noteringen in de NPO Radio 2 Top 2000     | '99  | '00 | '01  | '02  | '03  | '04  | '05  | '06  | '07  | '08  | '09  | '10  | '11  | '12  |
| ----------------------------------------------------- | ---- | --- | ---- | ---- | ---- | ---- | ---- | ---- | ---- | ---- | ---- | ---- | ---- | ---- |
| I Don't Believe in Miracles                           | -    | -   | -    | -    | -    | -    | -    | 1274 | 1466 | 1907 | 1393 | 1716 | 1840 | -    |
| What Becomes of the Broken Hearted (met Dave Stewart) | -    | -   | 1765 | -    | -    | 1891 | 1921 | -    | -    | -    | -    | -    | -    | -    |
| Wonderful                                             | 1424 | -   | 846  | 1080 | 1126 | 1020 | 1122 | 1109 | 1316 | 1150 | 1450 | 1611 | 1876 | 1850 |

1. ↑  Een '-' betekent dat het nummer niet was genoteerd en een vetgedrukt getal geeft de hoogste notering van een nummer aan.
2. ↑  Deze tabel is bijgewerkt tot en met de laatste editie (2024).

- Bibliothèque nationale de France: cb13937241k (data)
- Gemeinsame Normdatei: 134663306
- International Standard Name Identifier: 0000 0000 5514 8185
- Library of Congress Control Number: n93102553
- MusicBrainz: 59cc681e-becf-4df3-992a-24d8ac99e492
- Virtual International Authority File: 62762641
- WorldCat: E39PBJmhRvdWJ7tHkbH4PK6VG3